# Jack Dorsey
Jack Patrick Dorsey (Saint Louis (Missouri), 19 november 1976) is een Amerikaans softwareontwikkelaar en ondernemer. Hij is de medeoprichter van het sociale netwerk Twitter en het mobiele betaalplatform Square, Inc.

## Biografie

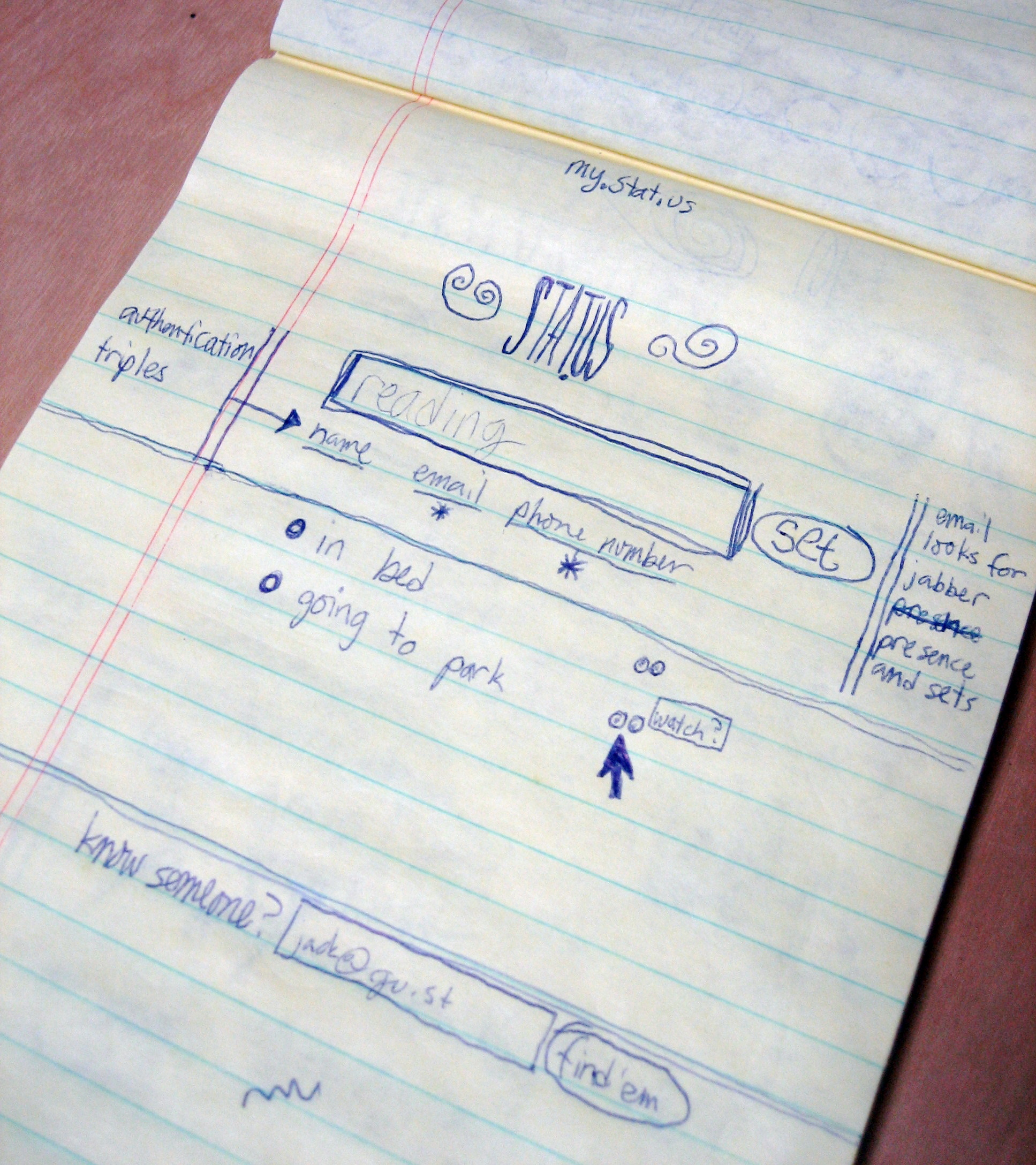
Dorsey's oorspronkelijke schets voor hoe Twitter er uit zou moeten zien, 2006.

### Jeugd
Dorsey groeide op in zijn geboorteplaats Saint Louis aan de westelijke oever van de Mississippi. Op 14-jarige leeftijd raakte hij geïnteresseerd in wegenkaarten en luisterde hij naar de lokale politieradio. Hij leerde zichzelf programmeren omdat hij wilde visualiseren wat er gebeurde tijdens politieoperaties.
Na de middelbare school studeerde Dorsey vanaf 1995 eerst aan de Missouri University of Science and Technology, een autonoom onderdeel van de Universiteit van Missouri, dat zich vooral richt op technische opleidingen. In 1997 verhuisde hij naar de New York-universiteit, maar stopte na vier semesters. In plaats daarvan verhuisde Dorsey in 1999 naar Oakland en ging door met het ontwikkelen van geleidingssystemen voor taxi's, koeriers en ambulances.
Hoewel hij tijdens zijn studie al de eerste ideeën voor een mobiele statusservice in gedachten had, duurde het enkele jaren voordat hij deze kon implementeren. Voordat hij aan zijn ondernemerscarrière begon, volgde Dorsey verschillende andere paden. In 2000 probeerde hij botanisch tekenaar te worden, volgde een opleiding tot masseur voor een jaar, werkte in zijn jeugd als model en begon modevormgeving te studeren, wat hij niet afmaakte.

### Twitter en Square
Nadat Dorsey zich sinds zijn jeugd had beziggehouden met het ordenen van informatie, kwam hij met het idee om de statusberichten – geïntroduceerd door instant messaging – mobiel te maken. In maart 2006 richtte hij samen met Evan Williams, Noah Glass en Biz Stone het sociale netwerk Twitter op, toen nog onder de naam 'Twttr'. Aanvankelijk startte Twitter als een onderzoeks- en ontwikkelingsproject binnen de podcastingprovider Odeo. Het team zag zich echter genoodzaakt een eigen bedrijf op te richten toen duidelijk werd dat de belangstelling voor de dienst snel groeide en dat Twitter niet als dienst kon worden ontwikkeld in het kader van Odeo. In plaats daarvan moesten Dorsey en zijn team voor zichzelf beginnen en op zoek gaan naar donoren die een bedrijfsstructuur verwachtten. Hij werd benoemd tot directeur van het bedrijf, maar werd twee jaar later opgevolgd door Williams.
In mei 2009 presenteerde Dorsey de mobiele betaaldienst Square aan het publiek. In 2011 keerde Dorsey terug naar het hoogste managementniveau van Twitter als voorzitter van de raad van bestuur en verdeelde hij zijn werkuren tussen de twee bedrijven. Dorsey werd opnieuw in 2015 aangesteld als CEO van Twitter. Hij voerde enkele verbeteringen door, waaronder het verificatiesysteem.
Op 29 november 2021 kondigde Dorsey aan te zullen vertrekken als CEO en uit de raad van bestuur van Twitter te zullen stappen. Hij wordt opgevolgd door technologiemanager Parag Agrawal.

## Privéleven
Dorsey woont sinds 2012 in San Francisco. Hij houdt er een opvallende levensstijl op na, met onder meer ijsbaden, koude douches en strenge diëten. Dorsey drinkt de hele dag ‘zoutsap’, een mengsel van water, citroensap en zout en eet alleen voedsel van enige substantie bij het diner. Ook staat hij bekend om zijn typische baard.